# Alison Lopes Ferreira
Alison Lopes Ferreira (Mongaguá, São Paulo, Brasil, 1 de marzo de 1993), conocido solo como Alison, es un futbolista brasileño. Juega de centrocampista y su equipo es el Santos F. C. del Campeonato Brasileño de Serie A.

## Trayectoria
Alison entró a las inferiores del Santos en el 2004 a los 11 años de edad. Debutó con el primer equipo en septiembre de 2011 en la victoria por 1-0 sobre Cruzeiro, sin embargo sufrió una lesión de rodilla a los dos minutos y fue reemplazado, lesión que lo dejó fuera por seis meses. En su regreso a las canchas sufrió la misma lesión, volvió a jugar en marzo de 2013.
A pesar de las lesiones, renovó su contrato con el club en agosto de 2013 por cuatro años. Anotó su primer gol como profesional el 18 de julio de 2014 en la victoria por 2-0 ante Palmeiras. En febrero del año siguiente, nuevamente sufrió una grave lesión de rodilla, que lo dejó fuera por ocho meses.
El 20 de enero de 2017 fue enviado a préstamo al Red Bull Brasil para el Campeonato Paulista 2017.

## Estadísticas
Actualizado al último partido disputado el 12 de octubre de 2024.
| Club | Div.          | Temporada     | Liga  | Liga  | Estatal | Estatal | Copas nacionales(1) | Copas nacionales(1) | Copas internacionales(2) | Copas internacionales(2) | Total | Total |
| Club | Div.          | Temporada     | Part. | Goles | Part.   | Goles   | Part.               | Goles               | Part.                    | Goles                    | Part. | Goles |
| --- | ------------- | ------------- | ----- | ----- | ------- | ------- | ------------------- | ------------------- | ------------------------ | ------------------------ | ----- | ----- |
| Santos F. C. · Brasil                                                                                     | 1.ª           | 2011          | 1     | 0     | 0       | 0       | ―                   | ―                   | 0                        | 0                        | 1     | 0     |
| Santos F. C. · Brasil                                                                                     | 1.ª           | 2013          | 26    | 0     | 0       | 0       | 3                   | 0                   | ―                        | ―                        | 29    | 0     |
| Santos F. C. · Brasil                                                                                     | 1.ª           | 2014          | 23    | 1     | 5       | 0       | 10                  | 0                   | ―                        | ―                        | 38    | 1     |
| Santos F. C. · Brasil                                                                                     | 1.ª           | 2015          | 3     | 0     | 4       | 0       | 1                   | 0                   | ―                        | ―                        | 8     | 0     |
| Santos F. C. · Brasil                                                                                     | 1.ª           | 2016          | 1     | 0     | 6       | 0       | 2                   | 0                   | ―                        | ―                        | 9     | 0     |
| Red Bull Brasil · Brasil                                                                                  | 4.ª           | 2017          | 0     | 0     | 14      | 0       | ―                   | ―                   | ―                        | ―                        | 14    | 0     |
| Red Bull Brasil · Brasil                                                                                  | Total club    | Total club    | 0     | 0     | 14      | 0       | 0                   | 0                   | 0                        | 0                        | 14    | 0     |
| Santos F. C. · Brasil                                                                                     | 1.ª           | 2017          | 26    | 2     | ―       | ―       | 0                   | 0                   | 3                        | 0                        | 29    | 2     |
| Santos F. C. · Brasil                                                                                     | 1.ª           | 2018          | 28    | 0     | 13      | 0       | 2                   | 0                   | 7                        | 0                        | 50    | 0     |
| Santos F. C. · Brasil                                                                                     | 1.ª           | 2019          | 23    | 0     | 11      | 0       | 6                   | 1                   | 2                        | 0                        | 42    | 1     |
| Santos F. C. · Brasil                                                                                     | 1.ª           | 2020          | 20    | 0     | 9       | 0       | 0                   | 0                   | 9                        | 0                        | 38    | 0     |
| Santos F. C. · Brasil                                                                                     | 1.ª           | 2021          | 6     | 0     | 3       | 0       | 2                   | 0                   | 8                        | 0                        | 19    | 0     |
| Al-Hazem S. C. Arabia Saudita                                                                             | 1.ª           | 2021-22       | 19    | 0     | ―       | ―       | 0                   | 0                   | ―                        | ―                        | 19    | 0     |
| Al-Hazem S. C. Arabia Saudita                                                                             | Total club    | Total club    | 19    | 0     | 0       | 0       | 0                   | 0                   | 0                        | 0                        | 19    | 0     |
| Santos F. C. · Brasil                                                                                     | 1.ª           | 2023          | 5     | 0     | 0       | 0       | 1                   | 0                   | 2                        | 0                        | 8     | 0     |
| Santos F. C. · Brasil                                                                                     | 2.ª           | 2024          | 1     | 0     | 0       | 0       | 0                   | 0                   | ―                        | ―                        | 1     | 0     |
| Santos F. C. · Brasil                                                                                     | Total club    | Total club    | 163   | 3     | 51      | 0       | 27                  | 1                   | 31                       | 0                        | 272   | 4     |
| Total carrera                                                                                             | Total carrera | Total carrera | 182   | 3     | 65      | 0       | 27                  | 1                   | 31                       | 0                        | 305   | 4     |
| (1) Incluye datos de la Copa de Brasil. (2) Incluye datos de la Copa Libertadores y la Copa Sudamericana. |               |               |       |       |         |         |                     |                     |                          |                          |       |       |

## Palmarés

### Títulos estatales
| Título              | Club         | Estado    | Año  |
| ------------------- | ------------ | --------- | ---- |
| Campeonato Paulista | Santos F. C. | São Paulo | 2011 |
| Campeonato Paulista | Santos F. C. | São Paulo | 2012 |
| Campeonato Paulista | Santos F. C. | São Paulo | 2015 |
| Campeonato Paulista | Santos F. C. | São Paulo | 2016 |

### Títulos internacionales
| Título              | Club         | Sede            | Año  |
| ------------------- | ------------ | --------------- | ---- |
| Copa Libertadores   | Santos F. C. | América del Sur | 2011 |
| Recopa Sudamericana | Santos F. C. | América del Sur | 2012 |